# Desiderio Papp Pollack
Desiderio Papp Pollak (Sopron, Hungría, 21 de mayo de 1895 - Buenos Aires, Argentina, 31 de enero de 1993), fue un filólogo, historiador de la ciencia y profesor.

## Biografía
Nacido en Hungría, estudió filología y filosofía en la Universidad de Budapest, doctorándose en 1917. Tras la Primera Guerra Mundial, se trasladó a Viena, donde dirigió la sección científica del Neues Wiener Journal como editor, y fue profesor en la Universidad de Viena. En 1938, huyó de la toma del poder nazi, primero a Suiza y luego a París.
En 1942 emigró a la Argentina. Desde 1943 y hasta 1960 fue profesor en el Instituto Francés de Estudios Superiores de Buenos Aires. En 1945 fue designado profesor de Historia de la Ciencia en la Facultad de Ciencias Puras y Aplicadas y en la de Filosofía y Letras de la Universidad Nacional de Tucumán. También fue profesor en la Universidad de Concepción en Chile, en las Facultades de Ingeniería, Medicina y Medicina Veterinaria de la Universidad de Chile, en la Facultad de Humanidades y Ciencias de Montevideo, Uruguay, y en la Facultad de Medicina de la Universidad de Buenos Aires.
Fue académico honorario nacional de la Academia Chilena de Medicina.
En 1982 Chile le otorgó la distinción de Comendador de la Orden de Bernardo O´Higgins; la Universidad de Chile lo distinguió con la Medalla Andrés Bello. 
En 1987 la Universidad de Concepción le otorgó la Gran Medalla Enrique Molina Garmendia, establecida para distinguir el grado de doctor honoris causa, por sus méritos en la docencia universitaria y el desarrollo cultural.
Los libros de la biblioteca personal de Papp se encuentran en el Archivo Central Andrés Bello de la Universidad de Chile, donados por su esposa Mona Luisa Companeitz.

## Obras
- Filosofía de las leyes naturales (1925).[6]
- Los mundos habitados (Viena, Austria, 1928).
- ¿Adónde va el género humano? (Viena, Austria, 1931).
- Comienzos del fin del mundo. (Zukunft und Ende der Welt) (1932).[7]
- El legado de Henry Poincaré en el siglo XX (1944).
- Más allá del sol (1944).[8]
- La doble faz del mundo físico (1944).[9]
- Röntgen, el descubridor de los rayos X (1945).[10]
- Historia de la Física (1945).
- Filosofía de las leyes naturales (1945).
- El problema del origen de los mundos. Historia de la Cosmología (1950).[11]
- Historia de los principios fundamentales de la química (1950).
- Ideas revolucionarias de la ciencia (Su historia desde el Renacimiento hasta promediar el siglo XX) Tomos I-II-III (Editorial Universitaria 1979)